# Jassargus bispinatus
Jassargus bispinatus är en insektsart som beskrevs av Then 1896. Jassargus bispinatus ingår i släktet Jassargus och familjen dvärgstritar. Inga underarter finns listade i Catalogue of Life.